# Phil Mogg
Phil Mogg, född 15 april 1948 i Wood Green i norra London, är sångare i det brittiska hårdrocksbandet UFO.